# Ōhara Yūgaku

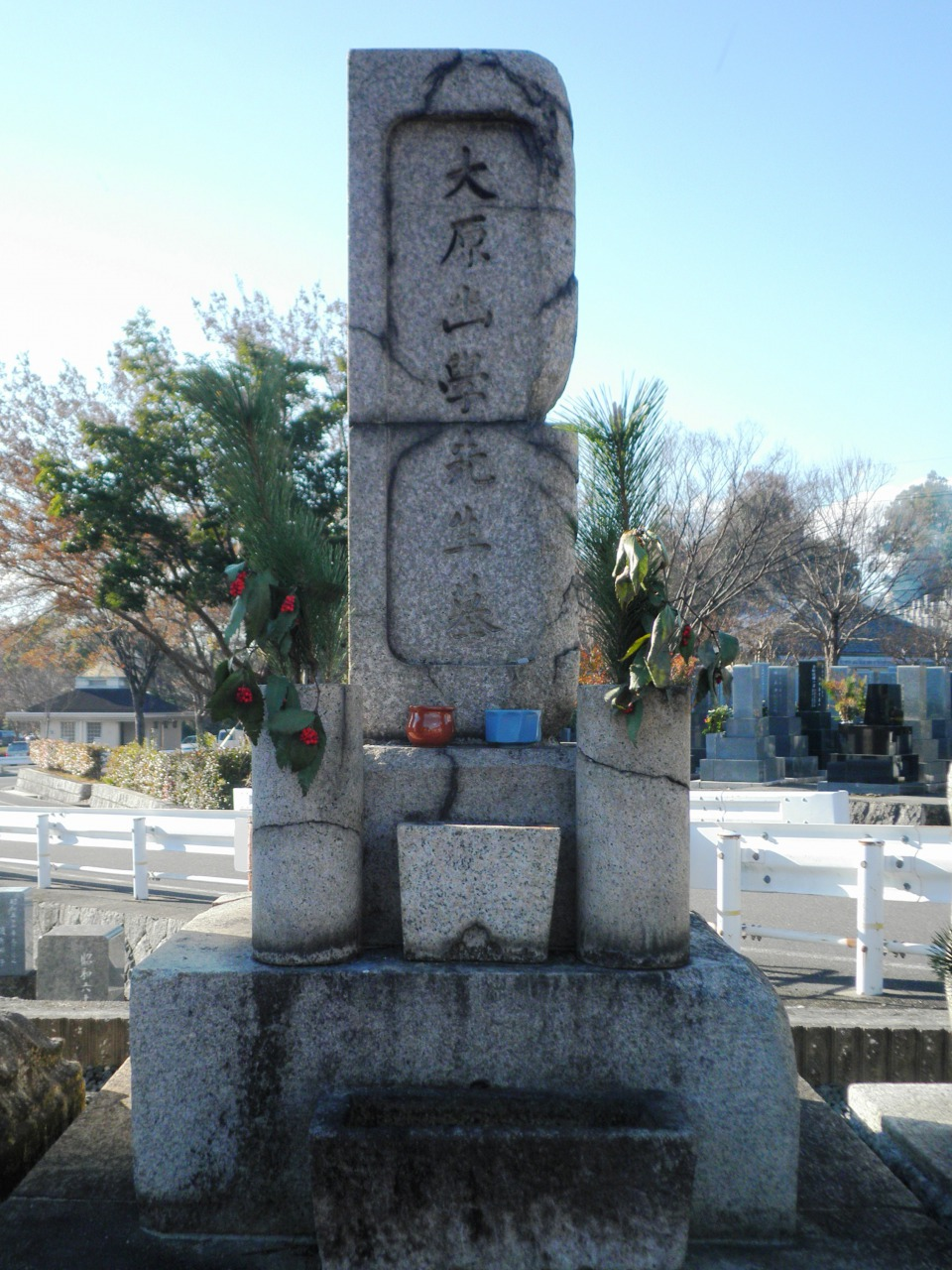
Ōharas Grab

Ōhara Yūgaku (japanisch 大原 幽学, zunächst Yūgendō (幽玄堂), wirklicher Name Ōhara ? (大原 実証); geboren 13. April 1797 in Nagoya (Provinz Owari); gestorben 21. April 1858) war ein japanischer Pädagoge und Moralist.

## Leben und Wirken
Ōhara Yūgaku verließ 1814 seine Heimat und bereiste das westliche Japan. Dabei begann er, sich mit Lebensfragen zu beschäftigen, so mit dem Konfuzianismus. Zur Beschäftigung mit dem Buddhismus begab er sich zum Kloster auf dem Berg Kōya, Shintō-Kenntnisse vertiefte er  unter Kondō Zōshū (近藤造酒). Er beschäftigte sich mit Literatur, eignete sich aber auch Kenntnisse in der Landwirtschaft und in der Wahrsagekunst an. Er bereiste dann 20 Jahre das Kantō-Gebiet, wobei er auf die Gastfreundschaft ländlicher Familien angewiesen war. 1850 eröffnete er in der Provinz Shimousa eine Schule, die er „Kaishinrō“ (改心楼), etwa „Pavillon der Wandlung zum Guten“ nannte. Dort unterrichtete er Landerwerb und Landnutzung. Er ermahnte zudem die Landbevölkerung zur Sparsamkeit und zur gegenseitigen Unterstützung in Vermögensfragen.
Mit diesen Aktivitäten geriet Ōhara in Konflikt mit der Politik des Shogunats, er wurde unter Hausarrest gestellt. Er wurde zwar schließlich begnadigt, geriet aber durch die Ausgaben, die er für seine Verteidigung aufgewandt hatte, in Schwierigkeiten. Da er zudem entsetzt war über das unmoralische Verhalten einiger seiner Schüler, nahm er sich das Leben.
1969 wurde in der Stadt Asahi in der Präfektur Chiba wurde 1996 das Museum „Ōhara Yūgaku kinenkan“ (大原幽学記念館) eröffnet.